# Alte Bibliothek
L'Alte Bibliothek (in italiano Biblioteca vecchia), nota anche come Kommode (comò o cassettone) per la sua forma, è un'antica biblioteca di Berlino. Oggi ospita invece la facoltà di legge della Humboldt Universität.
È posta sotto tutela monumentale (Denkmalschutz).

## Architettura
La biblioteca venne progettata da Georg Christian Unger in stile barocco ed iniziata a costruire nel 1775, per ospitare la Biblioteca Reale. Unger per il suo progetto si ispirò ad un precedente progetto, mai realizzato, che l'architetto Joseph Emanuel Fischer von Erlach aveva pensato per l'ampliamento del Hofburg a Vienna. L'edificio presenta una facciata concava, da cui il soprannome, che presenta tre rientranze che ne accentuano l'aspetto arrotondato. Queste tre rientranze presentano sulla sommità tre file di lesene corinzie.